# Platja de l'Estartit
Platja de l'Estartit är en strand i Spanien.   Den ligger i provinsen Província de Girona och regionen Katalonien, i den östra delen av landet, 600 km öster om huvudstaden Madrid.